# Роза ветров

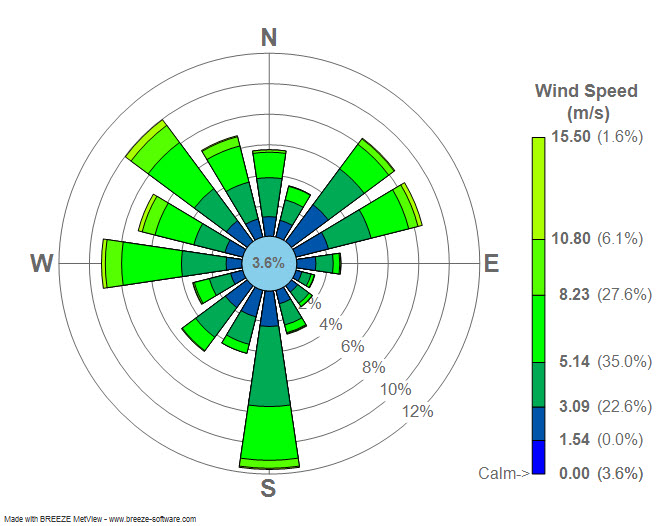
Роза ветров аэропорта Ла-Гуардия (LGA), Нью-Йорк. 2008

Роза ветров — векторная диаграмма, характеризующая в метеорологии и климатологии режим ветра в данном месте по многолетним наблюдениям. Выглядит как многоугольник, у которого длины лучей, расходящихся от центра диаграммы в разных направлениях (румбах горизонта), пропорциональны повторяемости ветров этих направлений («откуда» дует ветер). Розу ветров учитывают при строительстве взлётно-посадочных полос аэродромов, автомобильных дорог, планировке населенных мест (целесообразной ориентации зданий и улиц), оценке взаимного расположения жилмассива и промзоны (с точки зрения направления переноса примесей от промзоны) и множества других хозяйственных задач (агрономия, лесное и парковое хозяйство, экология и др.).

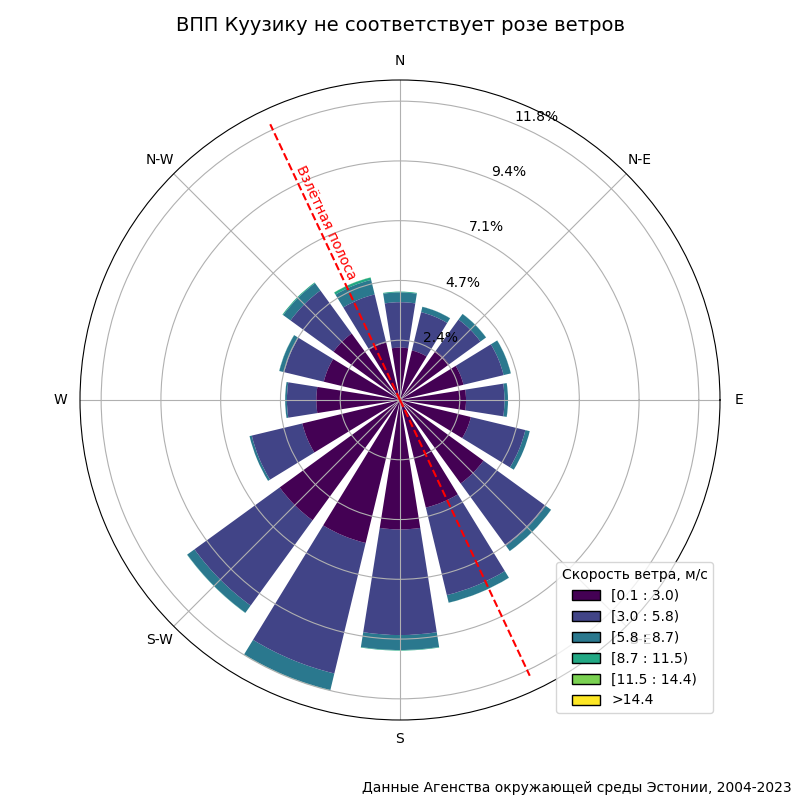
Роза ветров аэродрома Рапла, Эстония, 2004-2023

Роза ветров, построенная по реальным данным наблюдений, позволяет по длине лучей построенного многоугольника выявить направление господствующего, или преобладающего ветра, со стороны которого чаще всего приходит воздушный поток в данную местность. Поэтому настоящая роза ветров, построенная на основании ряда наблюдений, может иметь существенные различия длин разных лучей.
Вне метеорологии, термин «роза ветров» традиционно используется в геральдике и иногда при оформлении легенд географических карт, но несёт иной смысл. Геральдическая роза ветров — это картинка с равномерным распределением лучей по азимутам сторон света, иллюстрирующая их обозначения.

## Примеры различных представлений
Роза ветров помимо направления ветра может демонстрировать частоту ветров (дискретизированную по определённому признаку — в день, в месяц, в год), а также силу ветра, продолжительность ветра (минут в день, минут в час). Причём могут существовать розы ветров как для обозначения средних значений, так и для обозначения максимальных значений. Также возможно создание комплексной розы ветров, на которой будут присутствовать диаграммы двух и более параметров. Приведённые ниже примеры показывают различные варианты прочтения диаграмм, если к ним отсутствуют пояснения.
| Восьмилучевая роза ветров | 16-лучевая роза ветров | 360-лучевая роза ветров | Роза ветров с числовыми значениями и дополнительными пометками |
| --- | --- | --- | --- |
| | | | |
| Здесь подразумевается такое же расположение сторон света, как на компасе. На каждом из лучей отмечена точка, расстояние от которой до центра являет собой (в определённом оговоренном масштабе) количество дней за прошедший месяц, когда преобладал ветер данного направления. Точки на лучах соединены между собой и полученный многоугольник заштрихован. | Стороны света указаны в виде буквенных обозначений. Каждый из 16 лучей, характеризующий то или иное направление, изображается как отрезок, на котором в масштабе отмечена средняя скорость для каждого направления ветра за истекшие сутки. | Изображение автоматически сгенерированное метеорологической программой на основании показаний приборов. На диаграмме отображена графически максимальная скорость ветра за отчётный период. | На каждом из лучей длина отрезка дублируется в виде числового значения, которое описывает количество дней за определённый период, когда преобладал ветер данного направления. Знаки на концах отрезков обозначают максимальную скорость ветра. Число в центре диаграммы характеризует количество безветренных дней. Судя по диаграмме, период составлял 90 дней, из которых 8 дней было безветренно, 70 дней отмечены на направлениях числами, остальные 12 дней и два направления, видимо, посчитали малозначащими и числами отмечены не были. |

## Другие области использования термина
В геральдике розой ветров называют символ в виде стилизованной звезды. Он используется в эмблематике различных организаций: НАТО (четыре луча), ЦРУ США (16 лучей), Министерство по чрезвычайным ситуациям и Министерство транспорта РФ (8 лучей), а также на гербах городов и др.

4-лучевая роза ветров
8-лучевая роза ветров
16-лучевая роза ветров
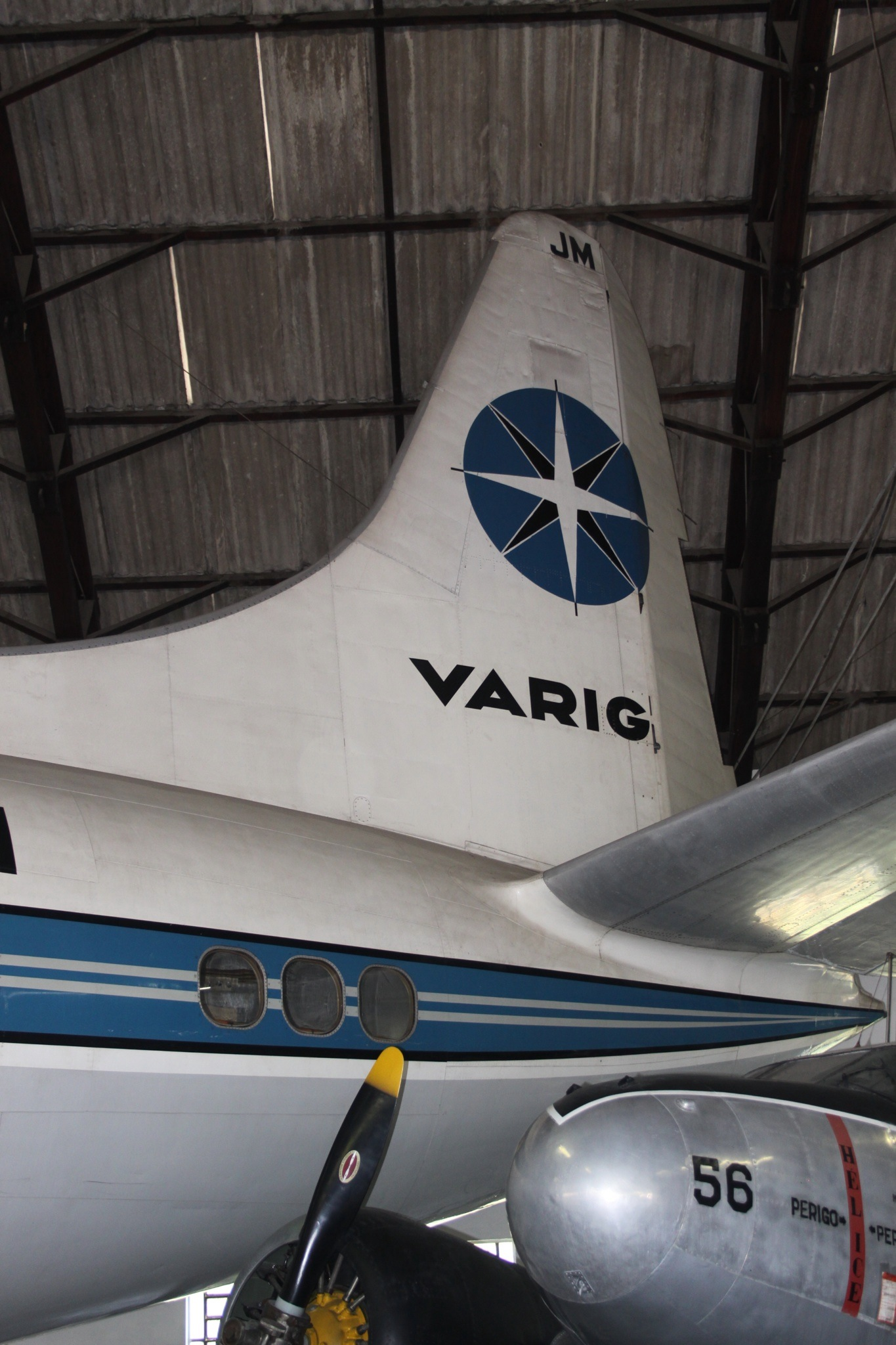
Логотип VARIG
Логотип Stone Island

Сосуществование одноимённых терминов в метеорологии и геральдике иногда ведёт к путанице, хотя смысловое различие радикальное: если метеорологическая роза даёт сведения об относительной вероятности наблюдения тех или иных направлений ветра на конкретной метеостанции, то геральдическая представляет собой обозначение географических азимутов сторон горизонта, дополненное некоторыми художественными элементами.   